# Psychotria spadicea
Psychotria spadicea là một loài thực vật có hoa trong họ Thiến thảo. Loài này được (Pittier) Standl. & Steyerm. miêu tả khoa học đầu tiên năm 1957.